# Champy Cup
Der Champy Cup existiert seit 1997 und ist ein internationales Unihockeyturnier in der Schweiz, welches von vielen Mannschaften als Vorbereitungsturnier für die nationale Meisterschaft genutzt wird.

## Geschichte
In den ersten drei Jahren hatte das Turnier keinen Hauptsponsor. Im Jahr 2000 wurde der Champy Cup in Heineken Champy Cup umbenannt. Zehn Jahre später wechselte der Hauptsponsor erneut. Zwischen 2011 und 2014 trat Unihoc als Namensgeber auf. Seit 2015 hat das Turnier keinen Namensgeber mehr und heisst lediglich Champy Cup.

## Gewinner
| Jahr | 1. Platz             | 2. Platz                 | 3. Platz                 |
| ---- | -------------------- | ------------------------ | ------------------------ |
| 1997 | Jönköpings IK        | Tyresö IBK               | Linköping IBK            |
| 1998 | Haninge IBK          | Linköping IBK            | Torpedo Chur             |
| 1999 |                      |                          |                          |
| 2000 | Rot-Weiss Chur       | SV Wiler-Ersigen         |                          |
| 2001 | SV Wiler-Ersigen     | Högaborg Ramlösa IB      |                          |
| 2002 | UHC Alligator Malans | SV Wiler-Ersigen         | Rot-Weiss Chur           |
| 2003 | Jönköpings IK        |                          |                          |
| 2004 | TJ Tatran Střešovice | SV Wiler-Ersigen         | UHC Alligator Malans     |
| 2005 | Warbergs IC 85       | SV Wiler-Ersigen         | Chur Unihockey           |
| 2006 | IBK Dalen            | Chur Unihockey           | SV Wiler-Ersigen         |
| 2007 | Floorball Köniz      | FC Helsingborg           | Chur Unihockey           |
| 2008 | Floorball Köniz      | UHC Alligator Malans     | Unihockey Tigers         |
| 2009 | SV Wiler-Ersigen     | UHC Alligator Malans     | Chur Unihockey           |
| 2010 | Chur Unihockey       | SV Wiler-Ersigen         | Espoon Oilers            |
| 2011 | Pixbo Wallenstam IBK | Unihockey Tigers         | UHC Alligator Malans     |
| 2012 | Pixbo Wallenstam IBK | Unihockey Tigers         | Tatran Omlux Střešovice  |
| 2013 | Unihockey Tigers     | Floorball Köniz          | UHC Alligator Malans     |
| 2014 | Växjö IBK            | HC Rychenberg Winterthur | Grasshopper Club Zürich  |
| 2015 | FC Helsingborg       | Grasshopper Club Zürich  | Chur Unihockey           |
| 2016 | UHC Alligator Malans | IBK Dalen                | HC Rychenberg Winterthur |
| 2017 | FC Helsingborg       | UHC Alligator Malans     | Grasshopper Club Zürich  |